# Bernd Graf von Arnim
Bernd Graf von Arnim (* 17. Dezember 1868 in Berlin; † 3. Oktober 1945) war ein preußischer Politiker und Großgrundbesitzer.

## Leben und familiäres Umfeld
Graf Adolf Julius Albrecht Bernd von Arnim entstammte der Linie Boitzenburg seines weitverbreiteten uckermärkischen Geschlechts. Er wurde am 17. Dezember 1868 in Berlin als Sohn des Vizepräsidenten des Preußischen Herrenhauseses und Mitglied des Preußischen Staatsrates Graf Dietloff Friedrich Adolf von Arnim (1832–1887) und der Gräfin Mathilde von Schweinitz und Krain, geborene Freiin von Kauder (1841–1874) geboren.
Sein älterer Bruder war der Präsident des Preußischen Herrenhauses und Kanzler des Johanniterordens Guido Adolf Georg Dietloff Graf von Arnim (1867–1933). Er war zweimal verheiratet: zuerst seit 1897 mit Bertha Gräfin von der Schulenburg (1874–1949), dann nach der 1923 erfolgten Scheidung seit 1924 mit Gertrud Hirche. Aus der ersten Ehe stammt der einzige Sohn Hans-Georg Graf von Arnim (1901–1975). Er selbst starb am 3. Oktober 1945 auf Hof Gayen bei Bad Bramstedt.

## Beruflicher Lebensweg
Bernd von Arnim absolvierte eine für reiche Aristokraten aus Familien, die dem preußischen Königshaus nahegestanden haben, typische Karriere. Er trat in ein vornehmes Regiment als Offizier ein, ohne eine auf Dauer angelegte berufliche Laufbahn als Berufsoffizier anzustreben. Dennoch wurde er einer der Flügeladjutanten des Kaisers. Dann leistete er Hofdienste als Kammerherr und wurde, vom Vertrauen Kaiser Wilhelms II. getragen, lebenslanges Mitglied des Preußischen Herrenhauses; allerdings endete diese Tätigkeit mit dem Ende der Monarchie 1918. Im Übrigen verwaltete er seinen umfangreichen Grundbesitz, denn er war Fideikommissherr auf Zichow, Kreis Angermünde, Netzow, Kreis Templin und Kleinow, Kreis Prenzlau. Nebenbei verwaltete er das mehr zeremonielle Amt eines Erbschatzmeisters der Kurmark Brandenburg.